# Pograničnyj pёs Alyj
Pograničnyj pёs Alyj (Пограничный пёс Алый) è un film del 1979 diretto da Julij Andreevič Fajt.

## Trama
La recluta Aleksej Koškin venne per servire al confine e ricevette un cucciolo come compagno, che lo salvò durante il servizio.